# Декрет о пожару у Рајхстагу
Декрет о пожару у Рајхстагу је уобичајено име за Декрет председника Рајха за заштиту народа и државе кој је потписао немачки председник Паул фон Хинденбург на савет канцелара Адолфа Хитлера 28. фебруара 1933. као тренутни одговор на пожар у Рајхстагу. Декрет је укинуо многе главне грађанске слободе немачких држављана. Како су нацисти били у моћној позицију у немачкој влади, декрет је коришћен као правни основ свакога ко би се сматрао противником нациста, и за гушења дела које нису сматрана пријатељска нацистичким циљевима. Историчари сматрају декрет једним од кључних корака у успостављањеу једнопартијске нацистичке државе у Немачкој.